# Гросо
 Тази статия е за селото в Северна Италия.  За бившия италиански футболист вижте Фабио Гросо.  
Гро̀со (на италиански: Grosso; на пиемонтски: Gros, Грос) е село и община в Метрополен град Торино, регион Пиемонт, Северна Италия. Разположено е на 394 m надморска височина. Към1 януари 2020 г. населението на общината е 1000 души, от които 49 са чужди граждани.